# Kökös község
Kökös község (románul: Comuna Chichiș) község Kovászna megyében, Romániában. Központja Kökös, hozzá tartozik Kökösbácstelek.

## Népessége
A 2011-es népszámlálás adatai alapján a község népessége 1537 fő volt.